# Martin Klempnow

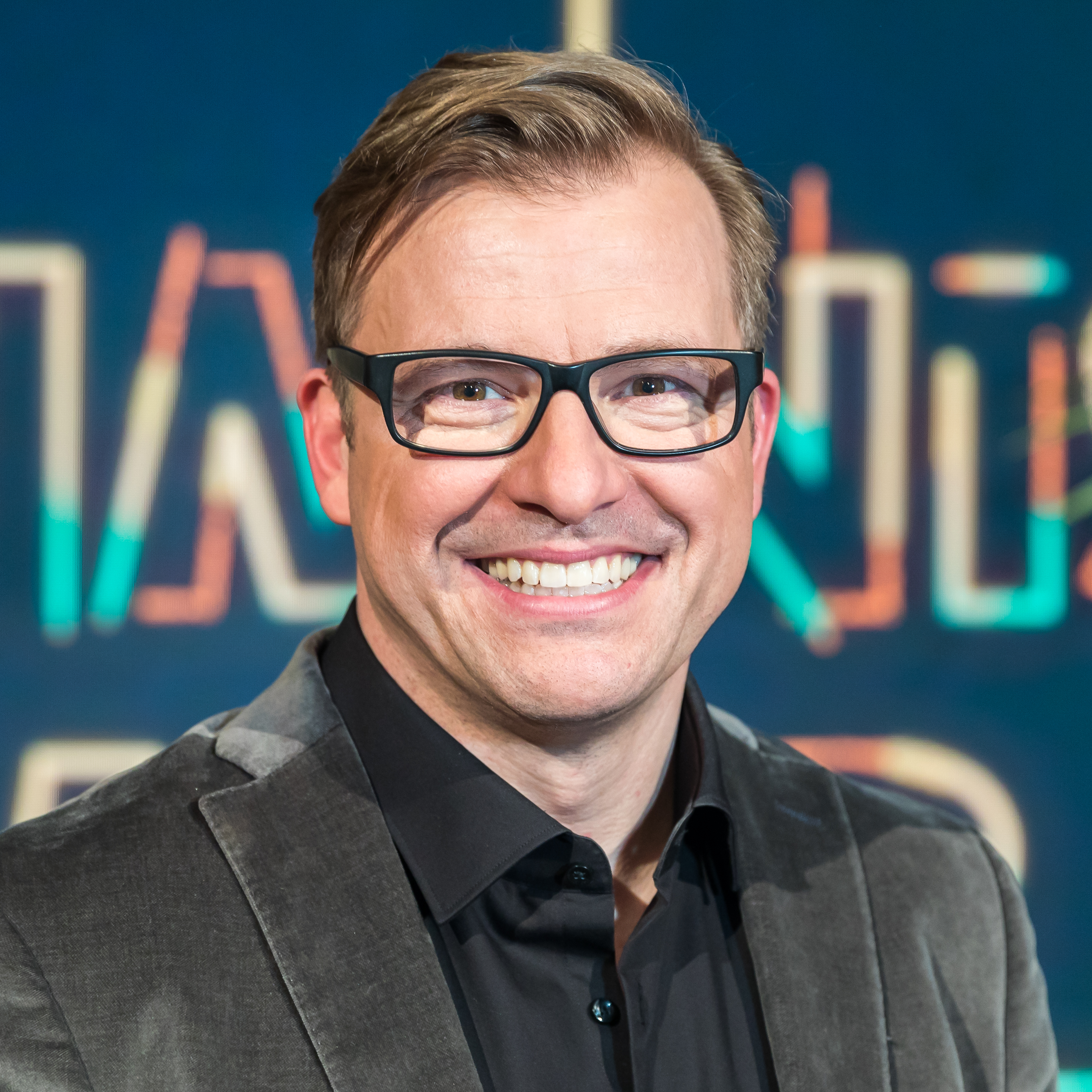
Martin Klempnow, 2018

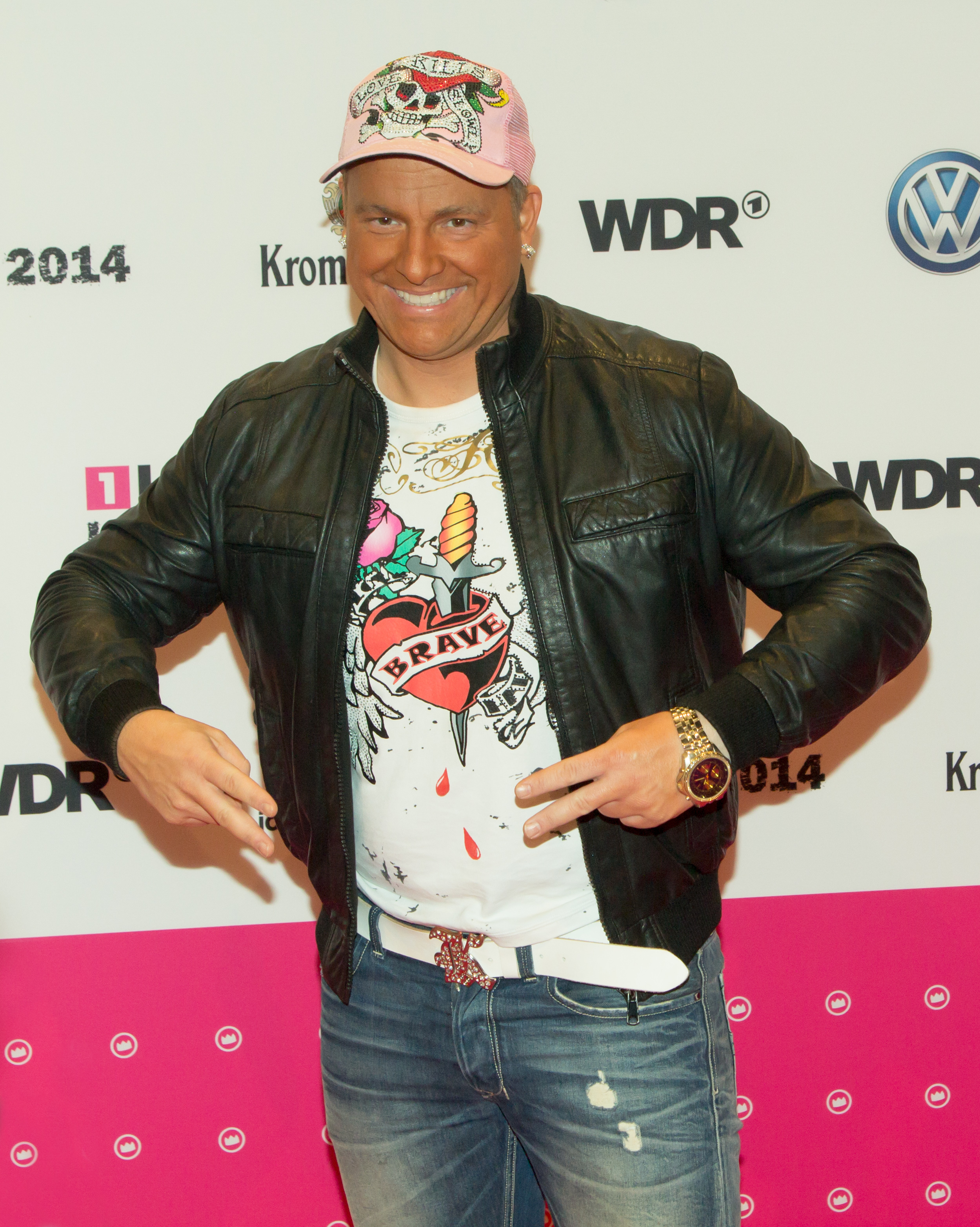
Martin Klempnow als Dennis aus Hürth bei der 1 Live Krone 2014

Martin Klempnow (* 28. Oktober 1973 in Köln) ist ein deutscher Schauspieler, Komiker, Moderator und Synchronsprecher. Er wurde 2009 als Dennis aus Hürth bei Switch reloaded bekannt.

## Leben
Klempnow machte an der Heinrich-Böll-Gesamtschule in Köln-Chorweiler Abitur. Noch während der Schulzeit begann er, professionell Radrennen zu fahren und nahm u. a. am Sechs-Tage-Rennen in Köln teil. Später war er u. a. als Kabelträger bei diversen Fernsehshows in Köln tätig und „Kartenabreißer“ bei der WDR-Sendung Zimmer frei.
Zunächst begann er, in Köln Jura zu studieren. Von 1997 bis 2001 absolvierte er eine Schauspielausbildung an der Hochschule für Musik und Theater Hamburg. 2004 gehörte er neben Frank Streffing, Eray Eğilmez, Mathias Schlung, Martina Hill und Jana Ibing zum Hauptcast der von Sat.1 produzierten Comedyserie Happy Friday. Er wurde durch verschiedene Auftritte bei der Musikgruppe Die Ärzte bekannt, darunter als Hauptdarsteller in dem Musikvideo Lasse redn. Dort stellt er den Text des Songs pantomimisch dar. Darüber hinaus spielt er in dem Musikvideo zu Dinge von Denen den Ansager. Eine aus dem Film Zombie verwendete Textpassage, die dem Lied Anti-Zombie als Intro dient, wurde ebenfalls von ihm gesprochen.
Mit Werbespots, unter anderem für Müller-Milchreis („Kleiner Hunger“) oder als Gemüsehändler für einen Werbespot des Anbieters Yello Strom, in dem er als personifizierter Sprachcomputer Äpfel und Bananen zu verkaufen versucht, konnte er seine Bekanntheit steigern. Von 2009 bis 2011 spielte er die Rolle als Halbbruder von Jürgen Vogel in der Sat.1-Serie Schillerstraße.
Ab 2009 war er Teil des Ensembles bei den ProSieben-Sendungen Granaten wie wir und Switch reloaded. In beiden trat er in der Figur des Berufsschülers Dennis aus Hürth auf, die später in der Radioserie Dennis ruft an bei 1 Live übernommen wurde. Von 2010 bis 2015 war er bei der ZDF-Sendung Die Bergretter als Toni zu sehen, im März 2013 hatte er einen Gastauftritt in der Prosieben-Sendung Circus HalliGalli, im Oktober 2014 und Mai 2015 bei TV total und im November 2015 beim Neo Magazin Royale. 2018 war er zu Gast in der Pierre M. Krause Show; 2024 bei Du gewinnst hier nicht die Million. Darüber hinaus ist er auch als Stand-up-Comedian aktiv.
Seit März 2017 gehört er zum festen Ensemble der heute-show. Auch bei den Sat.1-Formaten Genial daneben und Genial daneben – Das Quiz sowie Mord mit Ansage ist er immer wieder zu sehen. 2018 moderierte er sieben Folgen der WDR-Eigenproduktion Geheimniskrämer. 2020 gehörte er zu den Kandidaten der 13. Staffel der RTL-Tanzshow Let’s Dance. Er tanzte mit Marta Arndt und belegte den 7. Platz. In der Comedyserie Binge Reloaded ist er seit Anfang Dezember 2020 unter anderem als Robert Geiss, Dennis aus Hürth, Tim Mälzer und Toni Hamady zu sehen.

## Engagement
Martin Klempnow engagiert sich als Dennis aus Hürth für das Lesen- und Schreibenlernen. Im Rahmen der Kampagne „iChance“, die vom Bundesverband Alphabetisierung und Grundbildung betrieben wird, möchte er Betroffenen Mut machen.

## Filmografie (Auswahl)
- 1993: Kahlschlag (Fernsehfilm)
- 1995–1997: Verbotene Liebe (Fernsehserie, 19 Folgen, verschiedene Rollen)
- 1998: Dark
- 2001: St. Angela (Fernsehserie, Folge 8×05 You Can’t Always Get What You Want)
- 2003: Operation Dance Sensation
- 2003: Die Pfefferkörner (Fernsehserie, Folge 3×12 Katja unter Verdacht)
- 2003: Richtung Allgäu
- 2003: Schwer verknallt (Fernsehfilm)
- 2005: Popp Dich schlank! (Fernsehfilm)
- 2005: Die Braut von der Tankstelle (Fernsehfilm)
- 2007, 2023, 2024: SOKO Köln (Fernsehserie, Folgen 4×08 Eine Frage des Vertrauens, 21×18 Make Dünnwald Great Again, 22×15 Sturm op et Rodhuus)
- 2007: Die Rettungsflieger (Fernsehserie, Folge 11×07 Echte Freundschaft)
- 2008: Man liebt sich immer zweimal (Fernsehfilm)
- 2008: Marie Brand und der Charme des Bösen (Fernsehfilm)
- 2008: Fünf Sterne (Fernsehserie, Folge 2×11 Wer mit wem?)
- 2009: Auftrag Schutzengel (Fernsehfilm)
- 2009: 12 Meter ohne Kopf
- 2009–2011: Schillerstraße (Comedyshow, 16 Folgen)
- 2009–2010: Granaten wie wir (Fernsehserie, neun Folgen, verschiedene Rollen)
- 2009: Der kleine Mann (Fernsehserie, Folge 1×04 Bunz der Bonze)
- 2009–2015: Die Bergretter (Fernsehserie)
- 2010: Küss dich reich (Fernsehfilm)
- 2010–2012: Switch reloaded (Comedyserie)
- 2014: Friesland: Mörderische Gezeiten
- 2016[6]: Der Dennis Show (Comedyshow)
- 2016: Mein bestes Jahr, RTL
- seit 2017: heute-show (seit Folge 235)
- 2018: Einstein (Fernsehserie, Folge 2×03 Expansion)
- 2018: Geheimniskrämer, WDR (7 Folgen)
- 2018–2019: Mord mit Ansage – Die Krimi-Impro Show (Comedyshow), Sat. 1
- 2020: Let’s Dance, RTL
- 2020: Cortex
- seit 2020: Binge Reloaded (Comedyserie, Staffel 1), Prime Video
- 2020: Pocher – gefährlich ehrlich!, RTL
- 2021: Täglich frisch geröstet, TVNOW
- 2021: Denn sie wissen nicht, was passiert (Moderation, 1 Folge), RTL
- 2022: Hot oder Schrott – Die Allestester, VOX
- 2022: Frei Schnauze, RTL
- 2022: König der Kindsköpfe, RTL
- 2022: 7 Tage, 7 Köpfe, RTL
- 2022: Die Carolin Kebekus Show, ZDF
- 2022: Die Otto Walkes Show, RTL
- 2022: Die Märchenshow, Sat.1
- 2023: Promi Game Night, RTL Zwei
- 2023: Halbpension Schmitz, Sat.1
- 2023: Gute Unterhaltung, SWR
- 2024: Du gewinnst hier nicht die Million bei Stefan Raab, RTL+

## Theater
- 1999: Relax, Ernst-Deutsch-Theater Hamburg / Theater Lübeck
- 1999: Lorenzaccio, Volkstheater Rostock
- 2000: Woyzeck, Schauspielhaus Köln
- 2001: Am offenen Herzen, Staatstheater Hannover / Schauspielhaus Bochum (bis 2006)
- 2001: Die Hermannsschlacht, Staatstheater Hannover (bis 2003)
- 2001: Romeo und Julia, Ernst Deutsch Theater Hamburg
- 2002: Mutter Courage und ihre Kinder, Staatstheater Hannover (bis 2005)
- 2003: Frühstück, Staatstheater Hannover (bis 2005)
- 2008: Buddy Boldens Blues, Staatsschauspiel Dresden

## Musik
- 2003: Die Ärzte – Dinge von denen
- 2003: Die Ärzte – Anti-Zombie
- 2006: Bela B. – 1.2.3.
- 2007: Die Ärzte – Lasse redn
- 2008: Hallo Flocke (wann kommst du nach Berlin)[7]
- 2014: 257ers (Boomshakkalakka) Intro und mittendrin
- 2017: Brings – Et jeilste Land

## Preise
- 1989: Fair Play Preis der Deutschen Olympischen Gesellschaft (DOG)
- 2004: best german music video (für „Dinge von denen“, Die Ärzte) beim Internationalen Short Film Festival in Oberhausen
- 2006: 3-fach Platin für Die Ärzte (Doppel-DVD)
- 2007: best german music video (für „1, 2, 3“, Bela B. und Charlotte Roche) beim Internationalen Short Film Festival in Oberhausen
- 2011: Radio Regenbogen Award mit Switch reloaded
- 2011: Nominierung Grimme-Preis mit Switch reloaded
- 2011: Videochampion Award mit Switch reloaded
- 2012: Nominierung Goldene Rose von Montreux mit Switch reloaded
- 2013: Grimme-Preis mit Switch reloaded
- 2017: Deutscher Comedypreis mit der heute-show
- 2017: 1LIVE Comedy-Krone[8]

## Sonstiges
- 1993 bis 1997: Radio Köln: Mehr davon (Moderation Jugendmagazin)